# Karel Stýblo
Karel Stýblo, známý též jako Karel Styblo (26. říjen 1921 Vilémov – 13. březen 1998 Haag) byl odborník v boji proti tuberkulóze. 

## Život a kariéra
Narodil se ve Vilémově u Golčova Jeníkova. Jako vysokoškolák byl vězněn v koncentračním táboře Mauthausen-Gusen v Rakousku, kde se nakazil tuberkulózou. Po 2. světové válce žil v Praze, kde mj. pracoval ve Výzkumném ústavu tuberkulózy a respiračních nemocí. Ovlivnil ho pobyt ve skotském Edinburghu u profesora Johna Croftona. V roce 1966 se stal vedoucím mezinárodní pracovní skupiny (se sídlem v Haagu) pověřené bojem proti tuberkulóze. Po Invazi vojsk Varšavské smlouvy do Československa se odstěhoval do Nizozemska, kde v roce 1971 přijal nizozemské občanství. Organizoval léčbu tuberkulózy v řadě zemí, zejména v Tanzanii, Malawi a Mosambiku. V roce 1979 se stal vědeckým ředitelem Mezinárodní unie proti tuberkulóze a plicním nemocem. V roce 1998 byl kandidátem na udělení Nobelovy ceny, ale týž rok umřel.

## Ocenění
- V roce 1982 obdržel zlatou medaili Roberta Kocha.
- Mezinárodní unie proti tuberkulóze a plicním nemocem (IUATLD) zavedla po jeho smrti Cenu veřejného zdraví Karla Stybla, aby ocenila „zdravotníka (lékaře nebo laika) nebo komunitní organizaci za příspěvky ke kontrole tuberkulózy nebo zdraví plic po dobu 10 let nebo déle“.[4]
- MPO ČR vydalo dne 10. 11. 2021 příležitostnou poštovní známku se Stýblovým portrétem.[1][2]